# クント管
クント管 (くんとかん, Kundt's tube)は物理学者アウグスト・クントが1866年に発表した、音を可視化する装置。音の波長の測定もできる。今日では定常波の教育に利用されることが多い。

## 基本原理

クント管の模式図。透明な管の中に軽い粒子を入れて、管と共鳴する波長の音を鳴らすと、粒子が規則的な模様となる。

長さ1mぐらいの透明な管を用意する。透明な管の中にコルク粉末などの粒子を入れておく。その管の片側に栓を付けて、栓の左右の位置を調整できるようにしておく。栓の反対側にスピーカーを置いて、ある波長の音を出す。栓の位置を調整すると、ガラス管がスピーカーに共鳴して、音が大きくなる。
共鳴している時、管の中に粒子が入っているので、空気の振動が目に見えるようになる。この工夫を考えたのが物理学者アウグスト・クントであり、この仕組みをクント管と呼ぶ。クント管の中の粒子は、大きな波模様が、小さな縞模様に分かれた構造となる。
粒子が作る模様の全体的な形は、管の端部が開放しているか閉塞しているかで変わってくるが、いずれの場合も波と波の頂点の間隔は、音の波長の半分となる。クント管を使って音の波長{\displaystyle \lambda }の大きさを求めて、音源の周波数{\displaystyle f}を掛けると、音速{\displaystyle v}を求めることができる。
{\displaystyle v=\lambda f\,}
なお、管の両端では音が複雑に反射するため、単純な理論通りの模様にならないことが多い。
小さな縞模様の間隔は、音の周波数と関係なく、粉の粗さで決まる。細かい粒子ほど、縞模様が細かくなる。
粉の細かな動きは、音波が管の表面の空気の境界層と相互作用することで生じる音響ストリーミングによるものである。
実験に使用する粉体は、有機物だと管の表面に付着してしまい、無機物だと比重が大きくて動きにくい。そのため、上新粉と粒子径50ミクロンのガラスビーズを混ぜる方法が提案されている。

## クントの実験

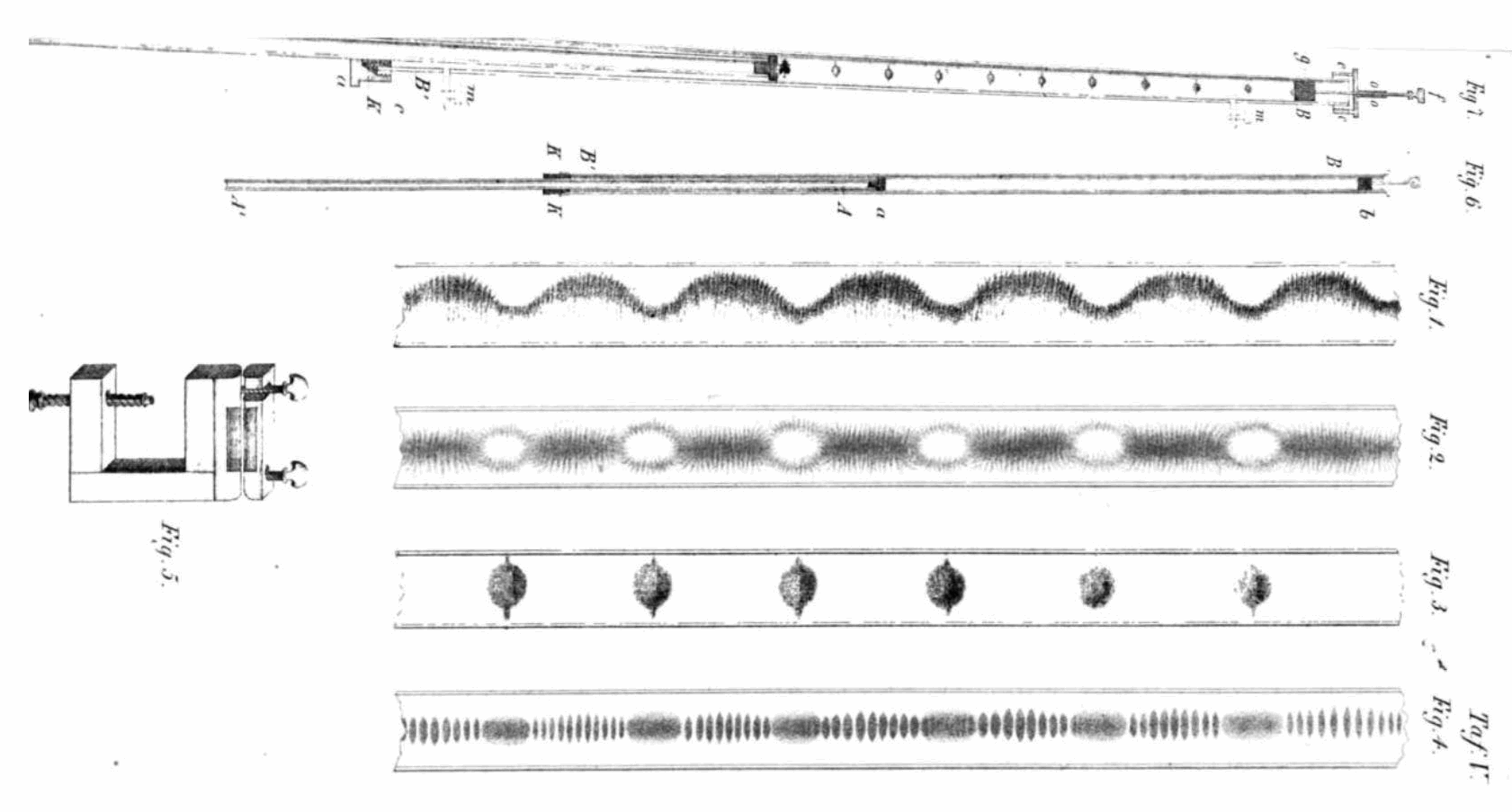
1866年にクントが発表した「クント管」の説明図。Fig. 1-4が粉の状態で、Fig. 5-7が試験装置の例

クントは粒子にヒカゲノカズラの胞子（石松子）を利用している。また、ガラス管を使い、栓には長期間乾燥させたコルクを使用している。
クント自身の説明によれば、音は、濡れた毛織物で装置を直接擦って発生させているため、周波数が分からない。当時、常温の空気中の音速を別の学者が別の手法で測って発表していたので、クントは上記の式を使ってまず発生させた音の周波数を求め、それから中の気体を入れ替えたり、温度や圧力を変えたりして、その条件での音速を求めている。
クントは試験に用いるガラス管のサイズは任意としながらも、長さ1m、断面直径1～1.5cmを推奨している。
クントは空気の他、二酸化炭素、照明用ガス、水素で実験しており、それぞれでの音速が空気中の0.8倍、1.6倍、3.56倍と報告している。

## 関連項目

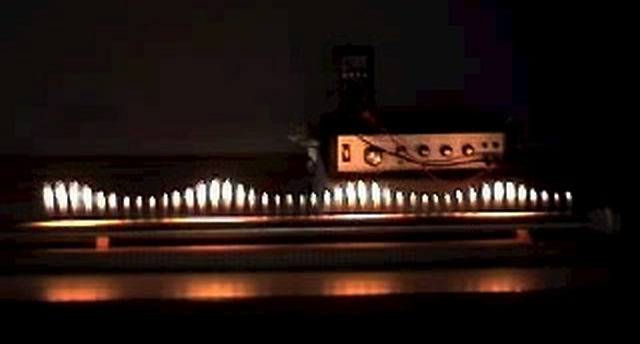
ルーベンス管の実験の様子

## 関連文献
- Hortvet, J. (1902). A manual of elementary practical physics. Minneapolis: H.W. Wilson. Page 119+.